# Nariño
Nariño este un municipiu din departamentul Antioquia, Columbia.